# Liparetrus minusculus
Liparetrus minusculus är en skalbaggsart som beskrevs av Britton 1980. Liparetrus minusculus ingår i släktet Liparetrus och familjen Melolonthidae. Inga underarter finns listade i Catalogue of Life.